# افرين راميريز
إفرين أنطونيو راميريز (بالإسبانية: Efrain Antonio Ramírez)‏ (من مواليد 2 أكتوبر 1973) هو ممثل ودي جي أمريكي، اشتهر بلعب بيدرو سانشيز في الفيلم المستقل لعام 2004 نابليون ديناميت. أعاد لاحقًا تمثيل دوره في سلسلة الرسوم المتحركة لعام 2012 التي تحمل الاسم نفسه.